# Wanis al-Kadhafi
Pour les articles homonymes, voir Kadhafi (homonymie).
Wanis al-Kadhafi (en arabe: ونيس القدافي), (né le 4 septembre 1924 à Benghazi (Libye italienne) et mort le 21 décembre 1986) est un homme politique libyen, Premier ministre de son pays de 1968 à 1969.

## Biographie
Né à Benghazi en 1924, Wanis al-Kadhafi fuit avec sa famille au Soudan en 1937 et revient dans son pays en 1944. En 1962-1963, il est ministre des Affaires étrangères puis devient le dernier Premier ministre du royaume de Libye en septembre 1968. Renversé par le coup d'État du 1er septembre 1969, il est peu après condamné par le tribunal populaire à deux ans de prison.
Il décède d'une crise cardiaque en décembre 1986[réf. nécessaire]. Bien que son nom de famille soit Kadhafi, il n'a aucun lien familial avec Mouammar Kadhafi qui renversera son gouvernement ainsi que la monarchie Libyenne.   